# David Titius

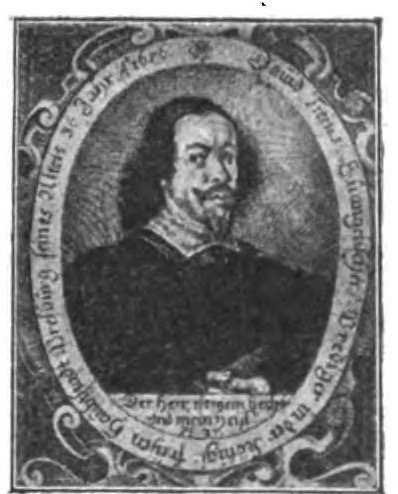
David Titius

David Titius (* 14. Dezember 1619 in Striegau, Fürstentum Schweidnitz; † 16. Juni 1679 in Wohlau, Fürstentum Wohlau) war ein lutherischer Theologe und Prediger der Deutschen Evangelischen Kirchengemeinde A.B. zu Preßburg.

## Leben
David Titius entstammte einer deutschen evangelischen Lehrerfamilie, sein Vater David Titius sen. war evangelischer Kantor und Lehrer Da die Gegenreformation in Striegau 1629 gewaltsam (durch die Liechtensteiner Dragoner) durchgesetzt wurde, musste die Familie am 22. Januar 1629 das Städtchen verlassen. Die Protestanten mussten alle Kirchen an den katholischen Klerus zurückgeben. In Breslau fand die Familie eine neue Zufluchtsstätte, hier arbeitete der Vater als Notar für verschiedene Zünfte.
David Titius studiere Theologie an der Universität in Wittenberg, das er mit glänzenden Ergebnissen abschloss. Seinen ersten Ruf als Prediger erhielt er 1649 nach Queitsch im Fürstentum Liegnitz. im Jahre 1651 wechselte er nach Peterswaldau.
David Titius kam am 29. April 1654 nach Preßburg. Seine erste Predigt hielt er hier am 1. Mai, seine zweite am 10. Mai 1654. Am 12. Mai 1654 unterschrieb er die Gesetze des Kontuberniums. Titius war neben Anton Reiser, Valentin Sutorius (* 2. Februar 1633 Römhild/Thüringen, † 4. November 1708 ebd.) und Christian Pihringer (* 19. August 1641 in Preßburg, † 13. Dezember 1694 in Lauf an der Pegnitz bei Nürnberg) einer der vier deutschen Prediger der Deutschen Evangelischen Kirchengemeinde A.B. zu Preßburg. Als ältester der drei Prediger wurde er 1667 auf der Synode zu Bösing zum Superintendenten gewählt.
Im Jahre 1672 erreichte die Gegenreformation in Ungarn ihrem Höhepunkt. Es begann die sog. „Trauerdekade des Protestantismus“ (1671–1681). Die Protestanten in Altungarn wurden in dieser Zeit sämtlicher ihrer Kirchen beraubt, evangelische Gottesdienste wurden verboten. Unter der Leitung des damaligen Erzbischofs von Gran Georg Szelepcsényi und des damaligen Chefs der Ungarischen Hofkanzlei Leopold Kollonich begann die Verfolgung lutherischer Geistlicher. So wurde auch Titius am 26. Mai 1672 verhaftet und musste sich wegen Majestätsbeleidigung vor einem Sondergericht in Tyrnau verantworten. Am 13. Juni 1672 wurde er gefangen genommen und im „Bischofshof“ zu Tyrnau in einem Kellergefängnis eingekerkert. Drei Monate war er in Haft und wurde während dieser Zeit mit einem Todesurteil bedroht. Auf Druck des ‚außerordentlichen‘ Gerichtes wurde Titius gemeinsam mit seinen (sich in Preßburger Haft befindenden) Amtsbrüdern Reiser, Sutorius und Pihringer gezwungen, Ungarn zu verlassen. Daraus folgte, dass Titius am 12. September 1672 Tyrnau verlassen durfte und über Groß-Schützen, den Sitz des evangelischen Zweiges der Familie Kollonich, nach Schlesien ausreisen durfte. Seine drei evangelischen Amtsbrüder mussten bereits am 4. August 1672 um 3 Uhr am Morgen nach den Vorschriftsmaßnahmen des Grafen Kollonich unter militärischer Obhut, mit kaiserlichen Pässen versehen, Preßburg verlassen. Ihr gesamtes Hab und Gut wurde zu Gunsten des Staates eingezogen, und ihre Familien mussten sie in Preßburg zurücklassen.
Titius ging vorerst nach Breslau und wurde 1673 als Exulant zum Pastor in Wohlau ernannt. Später wurde er auch Assessor des herzoglich Briegschen Konsistoriums. Er verstarb am 16. Juni 1679 in Wohlau und wurde dort am 25. Juni beerdigt.
David Titus war zweimal verheiratet. Im Jahre 1651 heiratete er Eva geb. Ropilius, aus dieser Ehe ging der Sohn Andreas hervor. Am 20. Februar 1658 heiratete er Agnes Heuchelin, die Witwe des Preßburger Predigers Johann Georg Heuchelin (* 1615, † 1654). Aus dieser Ehe ging ein Sohn namens David hervor.

## Schriften
David Titius beschäftigte sich intensiv mit Patristik, auf diesem Gebiete war er ein anerkannter Fachmann. Auch waren seine Leichenpredigten von großer Bedeutung. Sie gehören zu den bedeutendsten deutschsprachigen Predigten im gesamten Königreich Ungarn des 17. Jahrhunderts. David Titius veröffentlichte in dieser Zeit mit vier gedruckten Leichenpredigten Drucke, die heute zu den Unikaten dieser Predigtgattung zählen:
- 1670 veröffentlichte er eine Trostschrift auf das Kind Gottlieb August Graf von Windisch-Graetz. (befindet sich in der Österreichischen Nationalbibliothek)
- 1671 Leichenpredigt auf Tobias Planckenauer (in der Ungarischen Nationalbibliothek)
- 1672 Leichenpredigt an Johann Walther (Österreichische Nationalbibliothek)
- 1672 Leichenpredigt für seine Stieftochter Susanna Christina Preuß[5] in Preßburg (heute in der Universitätsbibliothek in Breslau)[6]

Titius predigte in seinen Leichenpredigten nach dem lutherisch-orthodoxen Schema. Erst wurde das Thema des Abschnittes auf Latein zusammengefasst angegeben. Danach wurde ein Stück des Predigttextes auf Deutsch ausgelegt und die Auslegung mit passenden Zitaten der Kirchenväter und Bibelstellen unterstützt. Am Ende wurde die Auslegung auf den Verstorbenen angewendet. Titius zeigte dem Zeitgeist entsprechend eine Vorliebe für kunstvolle Wortkonstruktionen in Verbindung mit dem Thema.
Titius bevorzugte in seinen Predigten die Kirchenväter, die letztlich sein Spezialgebiet waren. Neben Augustinus wurden auch Zitate von Ambrosius, Irenäus und Gregor dem Großen auf Latein angegeben. Neben Kirchenvätern wurden häufig auch antike Autoren zitiert.
(Zu diesem Abschnitt siehe Gábor Bibza: Die deutschsprachige Leichenpredigt...)
Im Jahre 1669 veröffentlichte er ein Gesangbuch unter dem Titel Preßburger Büchel.
1671 und 1672 erschien zwei seiner Werke: Calix in manu Domini und Miles Deo et caesari charus et fides.

## Nachweise und Anmerkungen
1. ↑  David hatte auch einen Bruder namens Gottfried Titius (* 10. September 1625 in Striegau). Ab 1650 studierte er an der Universität Wittenberg Theologie und wurde im September 1651 von Abraham Calov ordiniert. Am 15. Januar 1656 kam er als Spitalprediger nach Preßburg. Von hier wurde er 1660 nach Schemnitz berufen. Doch am 20. September 1673 musste er im Zuge der Gegenreformation Schemnitz verlassen und ging in die Verbannung. Über sein weiteres Schicksal ist nichts bekannt.
2. ↑  Das Kontubernium war eine Vereinigung protestantischer Geistlicher im Königreich Ungarn mit eigener Gesetzgebung.
3. ↑  Die Hauptakteure und Initiatoren der Verfolgung der Protestanten waren der damalige Erzbischof von Gran Georg Szelepcsényi und der Bischof von Wiener Neustadt Leopold Kollonich. Zusammen mit Szelepcsényi erreichte er 1672 in Wien die militärische Besetzung Preßburgs, um die dortigen Protestanten zur Räumung ihrer Kirchen zu zwingen. Anschließend gehörte er den Preßburger Gericht an das er 763 Protestanten vorlud, um sie zur Konversion zu zwingen.
4. ↑  Im Jahre 1672 wurde Kollonich Präsident der Ungarischen Hofkanzlei in Preßburg, obwohl er als Kleriker dieses Amt nicht hätte bekleiden dürfen.
5. ↑  Susanna Christina Heuchelin (verheiratete) Preuß wurde 1649 als Tochter des Pfarrers Johann Georg Heuchelin mit dessen damaliger Ehefrau Agnes geboren. Agnes heiratete 1658 Titius, wodurch Susanna Christina die Stieftochter von Titius wurde.
6. 1 2  Gábor Bibza: Die deutschsprachige Leichenpredigt der frühen Neuzeit in Ungarn (1571–1711). S. 183ff. (siehe Literatur)

| Personendaten    | Personendaten                      |
| ---------------- | ---------------------------------- |
| NAME             | Titius, David                      |
| KURZBESCHREIBUNG | lutherischer Theologe und Prediger |
| GEBURTSDATUM     | 14. Dezember 1619                  |
| GEBURTSORT       | Striegau, Fürstentum Schweidnitz   |
| STERBEDATUM      | 16. Juni 1679                      |
| STERBEORT        | Wohlau, Fürstentum Wohlau          |